# Цюрихський університет
Цюрихський університет (нім. Universität Zürich) — класичний університет у швейцарському місті Цюриху, найбільший університет у країні.
У Цюрихському університеті в наш час (друга половина 2000-х років) навчається близько 24 000 студентів. Найбільшим і найвідомішим факультетом вишу є філософський факультет, на якому навчаються близько 48 % від загалу студентів.

## З історії
Університет у Цюриху був заснований у 1833 році, коли три існуючі на той час школи — відповідно теологічна (заснована Ульріхом Цвінглі 1525 року), правова й медична об'єдналися із щойно створеним філософським факультетом.
Цюрихський університет має ту особливість, що був створений у республіканській державі, відтак без участі монарха і/або Церкви. Одним з ініціаторів заснування університету в Цюриху був історик і літературознавець Йоганн Каспар фон Ореллі.
Від 1847 року право на відвідання лекцій у Цюрихському університеті дістали жінки.
У 1905 році чисельність студентів у виші вперше перевищила тисячу осіб.

## Факультети
У теперішній час (2000-ні) у Цюрихському університеті діють такі факультети:
- теологічний;
- юридичний;
- економічний;
- медичний;
- ветеринарний;
- філософський;
- математики і природознавчих наук.

## Відомі випускники
Цюрихський університет пишається тим, що в його стінах навчалися великі вчені — лауреати Нобелівської премії:
- Рольф Цинкернагель, нобелівський лауреат з медицини (1996).
- Карл Александр Мюллер, нобелівський лауреат з фізики (1987).
- Вальтер Гесс, нобелівський лауреат з медицини (1949).
- Леопольд Ружичка, нобелівський лауреат з хімії (1939).
- Пауль Каррер, нобелівський лауреат з хімії (1937).
- Петер Дебай, нобелівський лауреат з хімії (1936).
- Ервін Шредінгер, нобелівський лауреат з фізики (1933).
- Альберт Ейнштейн, нобелівський лауреат з фізики (1921).
- Макс фон Лауе, нобелівський лауреат з фізики (1914).
- Альфред Вернер, нобелівський лауреат з хімії (1913).
- Теодор Моммзен, нобелівський лауреат з літератури (1902).
- Вільгельм Конрад Рентген, перший нобелівський лауреат з фізики (1901).

Інші відомі випускники:
- Аніта Аугспург — німецька юристка, акторка, письменниця, діячка антивоєнного та феміністського руху.
- Карл Якоб Буркхардт — швейцарський науковець і дипломат.
- Тавада Йоко — німецька і японська письменниця.
- Емілі Арнесен — норвезька зоологиня; друга жінка в Норвегії, котра захистила докторську дисертацію.

## Відомі викладачі
- Антоні Крупський
- Роберт Зейдель
- Генрих Грайнахер

## Виноски
1. ↑  https://www.swissuniversities.ch/en/organisation/members
2. ↑  https://eua.eu/about/member-directory.html
3. ↑  https://idw-online.de/de/institution94
4. ↑  https://web.archive.org/web/20231020113811/https://orcid.org/members
5. ↑  Studierende an den universitären Hochschulen: Basistabellen. Bundesamt für Statistik BFS. 2008. Архів оригіналу (xls) за 22 серпня 2011. Процитовано 13 августа.
6. ↑  Universität Zürich Nobelpreisträger [Архівовано 10 листопада 2017 у Wayback Machine.] (нім.)